# Lully Foothills
Lully Foothills är en kulle i Antarktis. Den ligger i Västantarktis. Argentina, Chile och Storbritannien gör anspråk på området. Toppen på Lully Foothills är 1 083 meter över havet.
Terrängen runt Lully Foothills är kuperad åt nordväst, men åt sydost är den platt. Trakten är obefolkad. Det finns inga samhällen i närheten.